# Días de cine (película)
Días de cine es una película española dirigida por David Serrano de la Peña.

## Argumento
Un autor de teatro antifranquista (Alberto San Juan) intenta rodar un drama de denuncia social en 1977, protagonizado por una folclórica de capa caída y antigua niña prodigio (Nathalie Poza) y producida por un productor mentiroso y caradura (Miguel Rellán). La inexperiencia, la ambición, la falta de medios y la difícil relación entre el director y la protagonista convertirán el rodaje en una locura.
- Datos: Q2841029